# Halticoperla gibbsi
Halticoperla gibbsi is een steenvlieg uit de familie Notonemouridae. De wetenschappelijke naam van de soort is voor het eerst geldig gepubliceerd in 1991 door McLellan.